# Primera FEB
La Primera FEB, conocida hasta 2024 como Liga Española de Baloncesto Oro o LEB Oro, es una competición de baloncesto organizada por la Federación Española de Baloncesto (FEB). Es el segundo nivel del sistema de ligas de baloncesto de España. Se disputó por primera vez con el nombre de LEB en la temporada 1996-97.
Fue la primera liga de Europa que introdujo el formato de los 4 periodos de 10 minutos desde su temporada inaugural. Además, la competición también fue pionera en introducir el cambio de la distancia de la línea de tres que pasó de 6,25 metros a 6,75 metros y en la zona que pasó de tener forma trapezoidal a tener forma rectangular al hacerlo en la temporada 2009-10.

## Formato
Se divide en dos fases: la fase regular y los play-offs.
En la fase regular se enfrentan entre sí todos los equipos a doble vuelta. El primer clasificado asciende directamente a la Liga ACB y los equipos clasificados entre el 2.º y el 9.º puesto pasan a disputar los play-offs de ascenso, con eliminatorias de cuartos de final, semifinales y final, en las que el campeón también consigue el ascenso a la Liga ACB. El ganador de la Copa Princesa de Asturias de Baloncesto obtiene el derecho a ser el primer cabeza de serie de las eliminatorias de ascenso a la liga ACB, en caso de quedar entre los cinco primeros al final de la liga regular.
En cuartos de final, el segundo clasificado de la fase regular se enfrenta al noveno, el tercero al octavo, el cuarto al séptimo y el quinto al sexto. Actualmente la primera eliminatoria es al mejor de cinco partidos. Los dos primeros se disputan en la cancha del equipo mejor clasificado, los dos siguientes en la del rival (el cuarto encuentro si es necesario). En caso de empate a dos victorias, se disputa un quinto encuentro en el pabellón del primero de ellos.
Los cuatro equipos clasificados disputan una final a cuatro, estilo final four, a un único partido de semifinal y una final entre los vencedores. El ganador, si cumple los requisitos económicos y técnicos, disputará la siguiente edición de la Liga ACB.
Este formato se impone a partir de la temporada 2007-08. Anteriormente, los 8 primeros clasificados se enfrentaban en unos play-offs de características similares a los play-offs de la Liga ACB, con la importante diferencia de que la final se disputaba a partido único en la cancha del equipo con mejor puesto en la fase regular. Esto se debía a que los dos equipos que jugaban la final eran los ascendidos a la ACB, así que la única motivación era conseguir el campeonato LEB, aspecto mucho menos valorado que conseguir el ascenso a la ACB.
Este cambio de formato quiso dejar de perjudicar al campeón de la fase regular, ya que no han sido pocas las veces en las que el campeón de la fase regular no conseguía el ascenso en los play-offs.
Hasta la temporada 2023-24, al terminar la primera mitad de la temporada, los dos mejores equipos disputaban la Copa Princesa de Asturias
Descienden de categoría, a Segunda FEB (antes denominada LEB Plata), tres equipos, el último, el penúltimo y el antepenúltimo clasificados de la fase regular.

### Sistema de ligas de la Federación Española de Baloncesto
En este cuadro se refleja el nivel que ocupa la Primera FEB con respecto a las demás ligas, tanto superiores como inferiores, de la Federación Española de Baloncesto. 
| Nivel | Nombre            | Geografía                                                              |
| ----- | ----------------- | ---------------------------------------------------------------------- |
| 1.º   | Liga ACB          | Equipos de toda España                                                 |
| 2.º   | Primera FEB       | Equipos de toda España                                                 |
| 3.º   | Segunda FEB       | Organizado en dos conferencias, Este y Oeste.                          |
| 4.º   | Tercera FEB       | Organizado en grupos constituidos por equipos de proximidad geográfica |
| 5.º   | 1.ª Div. Nacional | Grupos por comunidades                                                 |
| 6.º   | Liga provincial   | Grupos por provincias                                                  |

## Ediciones
| Temporada | Campeón                                                            | Subcampeón                                                         | Resultados                                                         | MVP (Final)                                                        | MVP (Liga)       |
| --------- | ------------------------------------------------------------------ | ------------------------------------------------------------------ | ------------------------------------------------------------------ | ------------------------------------------------------------------ | ---------------- |
| 1996-97   | CB Ciudad de Huelva                                                | Caja Cantabria Baloncesto                                          | 2-1 (play off)                                                     | -                                                                  | Bob Harstad      |
| 1997-98   | CB Murcia Artel                                                    | Baloncesto Fuenlabrada                                             | 87-81 y 93-78                                                      | Tony Smith                                                         | Tony Smith       |
| 1998-99   | Breogán Universidade                                               | Cabitel Gijón Baloncesto                                           | 104-97 y 102-95                                                    | Rod Mason                                                          | Eric Cuthrell    |
| 1999-00   | Lucentum Alicante                                                  | Club Ourense Baloncesto                                            | 85-83 y 83-72                                                      | Reggie Fox                                                         | Joe Bunn         |
| 2000-01   | Caprabo Lleida                                                     | Club Baloncesto Granada                                            | 89-92 y 82-67                                                      | Alfons Alzamora                                                    | Michael Wilson   |
| 2001-02   | Lucentum Alicante                                                  | Minorisa.net Manresa                                               | 89-82 y 85-85                                                      | Pablo Prigioni                                                     | Larry Lewis      |
| 2002-03   | CB Etosa Murcia                                                    | Unelco Tenerife                                                    | 78-64                                                              | Antonio Reynolds-Dean                                              | / Jaime Peterson |
| 2003-04   | Bilbao Basket                                                      | Club Baloncesto Granada                                            | 85-81                                                              | Javi Salgado                                                       | Aaron Swinson    |
| 2004-05   | Baloncesto Fuenlabrada                                             | IBB Hoteles Menorca Bàsquet                                        | 67-66                                                              | Francesc Solana                                                    | Ricardo Guillén  |
| 2005-06   | Bruesa GBC                                                         | Polaris World CB Murcia                                            | 92-86                                                              | Juanjo Triguero                                                    | Thomas Terrell   |
| 2006-07   | Ricoh Manresa                                                      | Climalia León                                                      | 94-88                                                              | Josh Asselin                                                       | Ricardo Guillén  |
| Temporada | Campeón Liga                                                       | Campeón Playoffs                                                   | Resultado PO                                                       | MVP (Playoff)                                                      | MVP (Liga)       |
| 2007-08   | Basket CAI Zaragoza                                                | Bruesa GBC                                                         | Final Four (81-76)                                                 |                                                                    | Andrew Panko     |
| 2008-09   | CB Valladolid                                                      | Lucentum Alicante                                                  | Final Four (72-66)                                                 |                                                                    | Jakim Donaldson  |
| 2009-10   | Basket CAI Zaragoza                                                | Vive Menorca                                                       | 3-2                                                                |                                                                    | Jakim Donaldson  |
| 2010-11   | CB Murcia                                                          | Blusens Monbus                                                     | 3-1                                                                |                                                                    | Ricardo Guillén  |
| 2011-12   | Iberostar Canarias                                                 | Menorca Bàsquet                                                    | 3-1                                                                |                                                                    | Jakim Donaldson  |
| 2012-13   | Ford Burgos                                                        | Lucentum Alicante                                                  | 3-2                                                                |                                                                    | Ondřej Starosta  |
| 2013-14   | River Andorra Morabanc                                             | Ford Burgos                                                        | 3-1                                                                |                                                                    | Jordi Trias      |
| 2014-15   | Ford Burgos                                                        | Club Ourense Baloncesto                                            | 3-2                                                                |                                                                    | Ricardo Guillén  |
| 2015-16   | Quesos Cerrato Palencia                                            | Club Melilla Baloncesto                                            | 3-0                                                                | Eduardo Hdez.-Sonseca                                              | Óliver Arteaga   |
| 2016-17   | RETAbet.es GBC                                                     | San Pablo Inmobiliaria Burgos                                      | 3-0                                                                | Goran Huskic                                                       | Jordi Trias      |
| 2017-18   | Cafés Candelas Breogán                                             | ICL Manresa                                                        | 3-2                                                                | Jordi Trias                                                        | Jordi Trias      |
| 2018-19   | Real Betis Energía Plus                                            | RETAbet Bilbao Basket                                              | Final Four (62-55)                                                 | Thomas Schreiner                                                   | / Tyson Pérez    |
| 2019-20   | Suspendida por la Pandemia de Covid-19, se disputaron 24 jornadas. | Suspendida por la Pandemia de Covid-19, se disputaron 24 jornadas. | Suspendida por la Pandemia de Covid-19, se disputaron 24 jornadas. | Suspendida por la Pandemia de Covid-19, se disputaron 24 jornadas. | Bamba Fall       |
| 2020-21   | Covirán Granada                                                    | Río Breogán                                                        | 2-1                                                                | Kevin Larsen                                                       | Kevin Larsen     |
| 2021-22   | Covirán Granada                                                    | Bàsquet Girona                                                     | Final Four (66-60)                                                 | Marc Gasol                                                         | Marc Gasol       |
| 2022-23   | Morabanc Andorra                                                   | Zunder Palencia                                                    | Final Four (95-83)                                                 | Chumi Ortega                                                       | Michael Carrera  |
| 2023-24   | Leyma Coruña                                                       | ICG Força Lleida                                                   | Final Four (85-70)                                                 | Kur Kuath                                                          | Alex Barcello    |
| 2024-25   | Silbö San Pablo Burgos                                             | Real Betis Baloncesto                                              | Final Four (97-92)                                                 | Vitor Benite                                                       | Kevin Larsen     |

### Palmarés
Clubes
- 3 títulos: UCAM Murcia CB (1997-98, 2002-03 y 2010-11), CB Breogán (1998-99, 2017-18 y 2020-21).
- 2 títulos: CB Lucentum Alicante (1999-00 y 2001-02), Basket Zaragoza 2002 (2007-08 y 2009-10), CB Atapuerca/CB Tizona (2012-13 y 2014-15), San Sebastián Gipuzkoa Basket Club (2005-06 y 2016-17), Bàsquet Club Andorra (2013-14 y 2022-23).
- 1 título: CB Ciudad de Huelva (1996-97), CE Lleida Bàsquet (2000-01), CB Bilbao Berri (2003-04), CB Fuenlabrada (2004-05), Bàsquet Manresa (2006-07), CB Valladolid (2008-09), CB Canarias (2011-12), Palencia Baloncesto (2015-16), Real Betis Baloncesto (2018-19), Fundación CB Granada (2021-22), CB Coruña (2023-24), CB San Pablo Burgos (2024-25).

Entrenadores
- 3 títulos: Andreu Casadevall (1999-00, 2012-13 y 2014-15), Porfirio Fisac (2005-06, 2008-09 y 2016-17).
- 2 títulos: Felipe Coello (1997-98 y 2002-03), Curro Segura (2007-08 y 2018-19), Natxo Lezkano (2017-18 y 2022-23), Diego Epifanio (2020-21 y 2023-24).
- 1 título: Sergio Valdeolmillos (1996-97), Paco García (1998-99), Edu Torres (2000-01), Julio César Lamas (2001-02), Txus Vidorreta (2003-04), Luis Casimiro (2004-05), Jaume Ponsarnau (2006-07), José Luis Abós (2009-10), Luis Guil (2010-11), Alejandro Martínez (2011-12), Joan Peñarroya (2013-14), Sergio García Martín (2015-16), Pablo Pin (2021-22), Bruno Savignani (2024-25).

## Equipos participantes
Actualizado de la temporada 1996-97 a la temporada 2024-25. Con asterisco (*), equipos desaparecidos. En negrita, equipos en Primera FEB actualmente. Número de partidos actualizado a 16/06/2025.
| P. | Equipo                             | Temp. | Partidos |
| -- | ---------------------------------- | ----- | -------- |
| 1  | Club Melilla Baloncesto            | 28    | 956      |
| 2  | Club Ourense Baloncesto            | 20    | 679      |
| 3  | Club Baloncesto Breogán            | 17    | 599      |
| 4  | Club Básquet Coruña                | 16    | 530      |
| 5  | Palencia Baloncesto                | 15    | 529      |
| 6  | Cáceres Ciudad Baloncesto          | 14    | 481      |
| 7  | CB Peñas Huesca                    | 13    | 411      |
| 8  | Tenerife Club de Baloncesto*       | 12    | 421      |
| 9  | Oviedo Club Baloncesto             | 12    | 403      |
| 10 | CB Villa de los Barrios*           | 12    | 399      |
| 11 | Força Lleida CE                    | 12    | 389      |
| 12 | Club Baloncesto León*              | 11    | 421      |
| 13 | CB Ciudad de Huelva*               | 11    | 391      |
| 14 | Club Bàsquet Inca*                 | 11    | 366      |
| 15 | Menorca Bàsquet*                   | 10    | 385      |
| 16 | Amics del Bàsquet Castelló         | 10    | 327      |
| 17 | Unión Baloncesto La Palma*         | 9     | 318      |
| 18 | Club Baloncesto Lucentum Alicante* | 8     | 292      |
| 19 | CE Lleida Bàsquet*                 | 8     | 291      |
| 20 | UCAM Murcia CB                     | 8     | 289      |
| 21 | Donostia Gipuzkoa Basket           | 8     | 286      |
| 22 | Club Bàsquet Tarragona             | 8     | 282      |
| 23 | Real Valladolid Baloncesto         | 8     | 274      |
| 24 | Gijón Baloncesto*                  | 8     | 273      |
| 25 | CB Imprenta Bahía                  | 8     | 263      |
| 26 | Club Baloncesto Clavijo            | 8     | 253      |
| 27 | Basket Zaragoza 2002               | 7     | 266      |
| 28 | Club Baloncesto Atapuerca*         | 7     | 262      |
| 29 | Cantabria Baloncesto*              | 7     | 247      |
| 30 | Club Bàsquet Prat                  | 6     | 202      |
| 31 | CB Rosalía de Castro               | 6     | 202      |
| 32 | Fundación Lucentum BA              | 6     | 200      |
| 33 | CB Axarquía*                       | 6     | 197      |
| 34 | CD Juventud Córdoba*               | 6     | 192      |
| 35 | Basket Navarra Club*               | 6     | 191      |
| 36 | FC Barcelona B                     | 6     | 184      |
| 37 | CB San Pablo Burgos                | 5     | 193      |
| 38 | CB 1939 Canarias                   | 5     | 185      |
| 39 | Club Baloncesto Tizona             | 5     | 166      |
| 40 | Bàsquet Manresa                    | 4     | 167      |
| 41 | Club Estudiantes                   | 4     | 156      |
| 42 | CB Granada*                        | 4     | 155      |
| 43 | CB Fuenlabrada                     | 4     | 150      |
| 44 | Bàsquet Club Andorra               | 4     | 140      |
| 45 | Fundación CB Granada               | 4     | 134      |
| 46 | Club Baloncesto Almansa*           | 4     | 120      |

| P. | Equipo                     | Temp. | Partidos |
| -- | -------------------------- | ----- | -------- |
| 47 | CB Bilbao Berri            | 3     | 119      |
| 48 | CB Sant Josep Girona*      | 3     | 115      |
| 49 | Real Betis Baloncesto      | 3     | 114      |
| 50 | Club Bàsquet Alcúdia       | 3     | 110      |
| 51 | CB Plasencia Ambroz        | 3     | 107      |
| 52 | Gandiá BA*                 | 3     | 107      |
| 53 | Club Bàsquet L'Hospitalet  | 3     | 105      |
| 54 | CDE Grupo Alega Cantabria  | 3     | 102      |
| 55 | Iraurgi Saski Baloia       | 3     | 102      |
| 56 | Araberri Basket Club       | 3     | 102      |
| 57 | Bàsquet Mallorca*          | 3     | 102      |
| 58 | Círculo Badajoz*           | 3     | 100      |
| 59 | CB Galicia*                | 3     | 94       |
| 60 | Real Canoe NC              | 3     | 84       |
| 61 | Obradoiro CAB              | 2     | 83       |
| 62 | Club Bàsquet Cornellà      | 2     | 71       |
| 63 | CB Ifach Calpe             | 2     | 71       |
| 64 | Cáceres Club Baloncesto*   | 2     | 71       |
| 65 | Club Bàsquet Menorca       | 2     | 68       |
| 66 | CD Universidad Complutense | 2     | 68       |
| 67 | CB Ciudad de Algeciras     | 2     | 68       |
| 68 | CB Valladolid*             | 2     | 68       |
| 69 | Club Bàsquet Girona 2014   | 2     | 65       |
| 70 | Askatuak SBT               | 2     | 61       |
| 71 | UER Pineda de Mar          | 2     | 60       |
| 72 | CB Peixefresco Marín       | 2     | 58       |
| 73 | Club Basket Cartagena      | 1     | 39       |
| 74 | CDB Amistad y Deporte*     | 1     | 37       |
| 75 | Club Baloncesto Zamora     | 1     | 34       |
| 76 | Club Baloncesto Morón      | 1     | 34       |
| 77 | Albacete Basket            | 1     | 34       |
| 78 | Club Bàsquet Valls         | 1     | 34       |
| 79 | Club Bàsquet Vic           | 1     | 34       |
| 80 | CD Baloncesto Illescas*    | 1     | 34       |
| 81 | Ciudad de Vigo Básquet*    | 1     | 34       |
| 82 | CB Aracena*                | 1     | 34       |
| 83 | Real Murcia Baloncesto     | 1     | 29       |
| 84 | SD Patronato Bilbao        | 1     | 29       |

## Antecedentes
Antes de la creación de la Liga LEB, el segundo nivel del baloncesto en España lo ocuparon otras ligas como la Segunda División, Primera División B, Primera División o Liga EBA.
| Segunda División |                             |                         |
| Temporada        | Campeón                     | Subcampeón              |
| 1956–57          | RCD Español                 | CE Laietà               |
| 1957–58          | CD Iberia                   | Club Águilas Bilbao     |
| 1958–59          | CB Fiesta Alegre            | CN Helios               |
| 1959–60          | Club Águilas Bilbao         | CB Mollet               |
| 1960–61          | Club Agromán                | Picadero JC             |
| 1961–62          | CE Laietà                   | UE Montgat              |
| 1962–63          | CE Mataró                   | Sevilla CF              |
| 1963–64          | CB Sant Josep Badalona      | UER Pineda de Mar       |
| 1964–65          | FC Barcelona                | Sevilla CF              |
| 1965–66          | SD Kas Vitoria              | RC Náutico Tenerife     |
| 1966–67          | Club Atlético San Sebastián | Real Canoe NC           |
| 1967–68          | CB Sant Josep Badalona      | Bàsquet Manresa         |
| 1968–69          | RCD Español                 | Club Águilas Bilbao     |
| 1969–70          | Bàsquet Manresa             | CB Breogán              |
| 1970–71          | Club Vallehermoso OJE       | UER Pineda de Mar       |
| 1971–72          | Saski Baskonia              | CE Mataró               |
| 1972–73          | Club YMCA España            | Círcol Catòlic Badalona |
| 1973–74          | CB L'Hospitalet             | Club Águilas Bilbao     |
| 1974–75          | CB Breogán                  | RC Náutico Tenerife     |
| 1975–76          | Askatuak SBT                | ADC Castilla Valladolid |
| 1976–77          | UE Mataró                   | CB Granollers           |
| 1977–78          | CB Mollet                   | CB Tempus               |

| Primera División B |                         |                       |
| Temporada          | Campeón                 | Subcampeón            |
| 1978–79            | CB Valladolid           | CN Helios             |
| 1979–80            | CB OAR Ferrol           | RC Náutico Tenerife   |
| 1980–81            | CB Caja de Ronda        | CE La Salle Barcelona |
| 1981–82            | CB Inmobanco            | Saski Baskonia        |
| 1982–83            | CD Cajamadrid           | CB Canarias           |
| 1983–84            | RCD Español             | CB Breogán            |
| 1984–85            | CB Gran Canaria         | CB Peñas Huesca       |
| 1985–86            | CB Canarias             | CB Caja Bilbao        |
| 1986–87            | CB Caja de Ronda        | CB Collado Villalba   |
| 1987–88            | CB OAR Ferrol           | Askatuak SBT          |
| 1988–89            | Club Ourense Baloncesto | CB Sevilla            |
| 1989–90            | CB Murcia               | CB León               |
| Primera División   |                         |                       |
| 1990–91            | CB Gran Canaria         | CB Llíria             |
| 1991–92            | BC Andorra              | Cáceres CB            |
| 1992–93            | CB Cornellà             | CB Guadalajara        |
| 1993–94            | CB Caja Bilbao          | CB Salamanca          |
| Liga EBA           |                         |                       |
| 1994–95            | CB Gran Canaria         | Gijón Baloncesto      |
| 1995–96            | CB Granada              | Valencia BC           |